# Lisa Bruce
Lisa Bruce est une productrice de cinéma américaine née à Monterey (Californie).

## Biographie
Née à Monterey, elle est encore au collège lorsque ses parents déménagent à Coronado (Californie). Elle vit désormais à Los Angeles.
Elle fait ses études à l'Université de Californie à Santa Barbara (Californie), puis passe un diplôme de cinéma à l'Université de New York. C'est à la sortie de cette dernière qu'elle décide de devenir productrice. En 1992, elle crée Orenda Films, une société de production et de distribution, avec Robert Nickson, son professeur à l'université.
Elle anime des ateliers sur le travail d'un producteur indépendant à l'université de New York, à l'Université Columbia, à l'Université de l'Ohio ou à l'Université Loyola Marymount.

## Filmographie
- 1992 : Pen Pals de Mary Katzke
- 1994 : The Search for One-eye Jimmy (en) de Sam Henry Kass
- 1994 : Auf Wiedersehen Amerika (de) de Jan Schütte
- 1996 : No Way Home (en) de Buddy Giovinazzo
- 1998 : Curtain Call de Peter Yates
- 1999 : Libres comme le vent de Gavin O'Connor
- 2002 : Le Club des empereurs de Michael Hoffman
- 2002 : Crazy Little Thing (en) de Matthew Miller
- 2005 : Sept Ans de séduction de Nigel Cole
- 2009 : Le Cas 39 de Christian Alvart
- 2009 : Fighting de Dito Montiel
- 2011 : Sex Friends de Ivan Reitman
- 2012 : Arthur Newman de Dante Ariola
- 2014 : Une merveilleuse histoire du temps de James Marsh
- 2017 : Les Heures sombres (Darkest Hour) de Joe Wright

## Distinctions

### Récompenses
- BAFTA 2015 : BAFA du meilleur film britannique pour Une merveilleuse histoire du temps, conjointement avec James Marsh, Tim Bevan, Eric Fellner et Anthony McCarten

### Nominations
- Oscars 2015 : Une merveilleuse histoire du temps pour l'Oscar du meilleur film
- BAFTA 2015 : Une merveilleuse histoire du temps pour le BAFA du meilleur film